# North Fond du Lac
North Fond du Lac est un village du comté de Fond du Lac, dans l'État du Wisconsin, aux États-Unis. En 2020, il comptait une population de 5 378 habitants.